# Tuğba Danışmaz
Tuğba Danışmaz, född 1 september 1999, är en turkisk friidrottare som tävlar i längdhopp och tresteg. 
Hon har blivit turkisk mästare utomhus sju gånger (längdhopp 2021 och 2022 samt tresteg 2019, 2020, 2021, 2022 och 2023) samt turkisk mästare inomhus två gånger (längdhopp 2020 och tresteg 2022).

## Karriär
I juli 2019 tog Danışmaz silver i tresteg vid U23-EM i Gävle och noterade ett nytt personbästa på 13,85 meter. I juli 2021 tog hon guld vid U23-EM i Tallinn och noterade ett nytt nationsrekord på 14,09 meter.
I mars 2023 tog Danışmaz guld i trestegstävlingen vid inomhus-EM i Istanbul och noterade ett nytt nationsrekord på 14,31 meter.

## Personliga rekord
- Längdhopp – 6,57 m (Izmir, 5 juli 2023)[7]
- Tresteg – 14,57 m (Rom, 9 juni 2024) 0NR0[7]